# Jonathan Harris (historyk)
Jonathan Harris (ur. 1961) – brytyjski historyk, bizantynolog. 
Wykładowca na University of London. Zajmuje się późnym Bizancjum i dziejami wypraw krzyżowych.  

## Wybrane publikacje
- (redakcja z Charalambos Dendrinos, Eirene Harvalia-Crook and Judith Herrin), Porphyrogenita: Essays on the History and Literature of Byzantium and the Latin East in Honour of Julian Chrysostomides, Aldershot: Ashgate 2003.
- Greek Émigrés in the West, 1400-1520, Camberley: Porphyrogenitus 1995.
- Byzantium and the Crusades, London: Hambledon 2003
- (redakcja) Palgrave Advances: Byzantine History, Basingstoke: Palgrave - Macmillan 2005.
- Constantinople: Capital of Byzantium, London: Hambledon Continuum 2007.
- The end of Byzantium, London - New Haven: Yale University Press 2012.

## Publikacje w języku polskim
- Bizancjum i wyprawy krzyżowe, przeł. Justyna Gardzińska, Warszawa: Dom Wydawniczy Bellona 2005.